# 조 충
조 충(영어: Joe Choong)으로 잘 알려진 조지프 충 MBE(영어: Joseph Choong MBE, 1995년 5월 23일~)은 영국의 근대5종 선수이다. 2020년 하계 올림픽 남자 개인전 금메달을 획득했다.